# Devchirmé

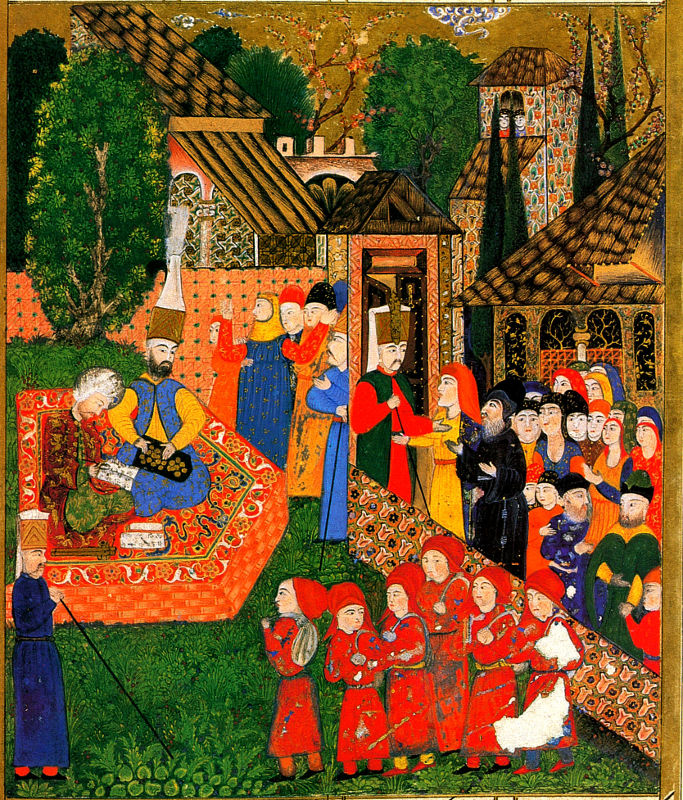
Devchirmé en Bulgarie. Gravure exposée au palais de Topkapı, 1558.

Le devchirmé (en turc ottoman دوشيرمه et en turc devşirme, littéralement « le ramassage » ou « la récolte »), aussi connu sous le nom d'« impôt sur le sang » ou de « tribut du sang », était, dans l'Empire ottoman, le système de recrutement opéré par les armées du sultan. Il consistait à réquisitionner des garçons âgés de 8 à 18 ans parmi les populations chrétiennes des Balkans et d'Anatolie. Une fois « récoltés », les garçons étaient envoyés à Constantinople, convertis à l'islam, éduqués comme des Turcs musulmans et formés à exercer des fonctions civiles ou militaires dans l'Empire, en particulier au sein du corps des janissaires (du turc Yeni Çeri; la « nouvelle troupe »).
Établi par Çandarlı Kara Halil Hayreddin Pacha, grand vizir de Mourad Ier dans la deuxième moitié du XIVe siècle pour remplacer le système du pençyek jugé insuffisant pour remplir les rangs des kapikulu et pour contrebalancer le pouvoir grandissant de la noblesse turque dans l'administration et l'armée ottomane, ce système d'esclavage – pourtant en contradiction avec la loi islamique, puisque les peuples non musulmans, conquis militairement par l'islam, et soumis au statut de dhimmis, doivent être démilitarisés et protégés par les musulmans militarisés contre le versement d'un impôt, la jizya (sauf en cas de conversion à l'islam où ils pourront donc être remilitarisés)  – a perduré jusqu'au début du XIXe siècle durant le règne de Mahmoud II.

## Étymologie
Devchirmé est issu du verbe en turc devşir (ou derşürmek) signifiant « ramasser » ou « récolter »,. Le terme grec correspondant est παιδομάζωμα (pédomazoma : « enlèvement des enfants »), ou кръвният данък (krãvniyat danãk : « impôt du sang ») en slave.

## Historique

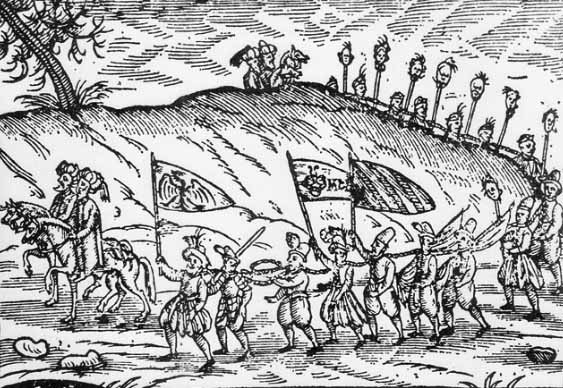
Turcs conduisant un chapelet d'esclaves chrétiens dont certains brandissent les têtes décapitées de leurs coreligionnaires, 1639

Le devşirme est dérivé du système d'esclavage appelé kul s’étant développé dans les premiers siècles de l'Empire ottoman pour s’éteindre pendant le règne du sultan Bajazet Ier. À l'origine, les kuls sont essentiellement des prisonniers de guerre, des otages ou des esclaves achetés par l'État.
Au XIVe siècle, Mourad Ier estime urgent de « contrecarrer le pouvoir des nobles (turcs) en développant une troupe de vassaux chrétiens et de kapıkulu convertis pour former son armée personnelle, indépendante des troupes régulières de l’armée. » Cette nouvelle force d’élite, qui répond aux ordres directs du sultan, est divisée en deux corps : la cavalerie et l'infanterie. La cavalerie est communément appelée kapıkulu sipahi (« la cavalerie des esclaves de la Porte ») et l'infanterie est composée des célèbres Yeni Çeri (francisé en janissaires), signifiant littéralement « la nouvelle milice. »
Au début, les soldats composant ces troupes étaient sélectionnés parmi les esclaves capturés pendant les guerres (système nommé pençyek, du quint, le sultan obtient 1/5 du butin de guerre dont les prisonniers). Cependant, le système connu sous le nom de devşirme est rapidement adopté.

## Principe
Dans le système des Milliyets de l'Empire ottoman, les non-musulmans ont le statut de dhimmis, des sujets de second ordre, n'ayant pas le droit de porter les armes ; leurs lieux de culte ne doivent pas dépasser la hauteur des mosquées, et ils sont contraints de payer annuellement une capitation appelée la cizye (djizïa) distincte de l'impôt des sujets musulmans (zakât). De plus, ils sont aussi soumis à un « impôt sur le sang » ou « Devchirmé ». C'est aussi pour échapper à ces inconvénients que tout au long de l'histoire de l'Empire ottoman, nombre de chrétiens pauvres se convertissent à l'islam dans les territoires contrôlés par les Turcs : Anatolie, Proche-Orient, Égypte et Balkans, parfois par communautés entières (Albanais, Bogomiles, Égyptiens, Gorans, Torbèches, Pomaques, Méglénites, Pauliciens, Pontiques, Lazes) grossissant d'autant le nombre des Turcs, et devenant ainsi des sujets de plein-droit. Le Devchirmé aussi a contribué à ces conversions, car passer à l'islam permettait aux familles de rester en contact avec leurs enfants enlevés, et avoir des fils janissaires effaçait leur statut de « nouveaux convertis ».
Selon le principe du devchirmé, les enfants des populations chrétiennes rurales des Balkans — principalement les Albanais, les Bulgares, les Serbes et quelques Grecs du nord — sont enlevés avant leur adolescence et élevés en tant que musulmans. Une fois adolescents, ces garçons sont enrôlés dans l'une des quatre institutions impériales : le Palais, les Scribes, le Clergé et l’Armée. Ceux qui deviennent militaires intègrent soit le corps des janissaires, soit un autre corps de l’armée du sultan.
Les enfants qui se distinguent par leur intelligence sont envoyés à l’Enderûn Mektebi, l’école du Palais, où ils se destinent à une carrière directement liée aux affaires de l'Etat. Les plus brillants d'entre-eux occupent les plus hautes fonctions de l'Etat, notamment le poste de grand vizir (vezir-i âzam), le puissant premier ministre du sultan et son bras-droit direct dans les domaines de la justice, des lois et du militaire.
Leur traitement et leur statut pouvaient être enviables et des musulmans turcs très pauvres proposaient leurs enfants au Devchirmé pour leur espérer un avenir meilleur.

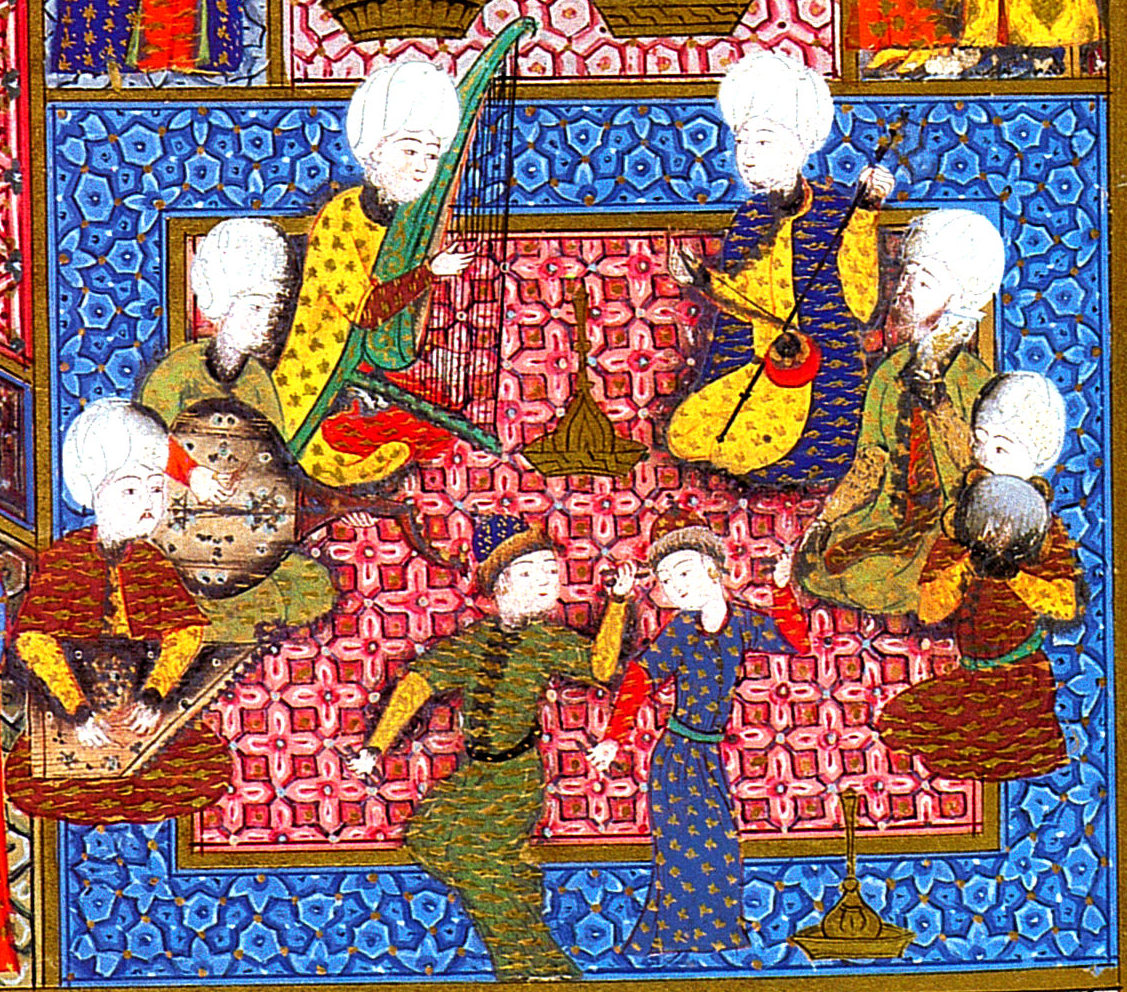
Jeunes köçeks (imberbes) au centre et musiciens, v. 1530

Certains köçek (en) (une profession de danseurs efféminés) étaient recrutés à travers le devchirmé.

## Modalités

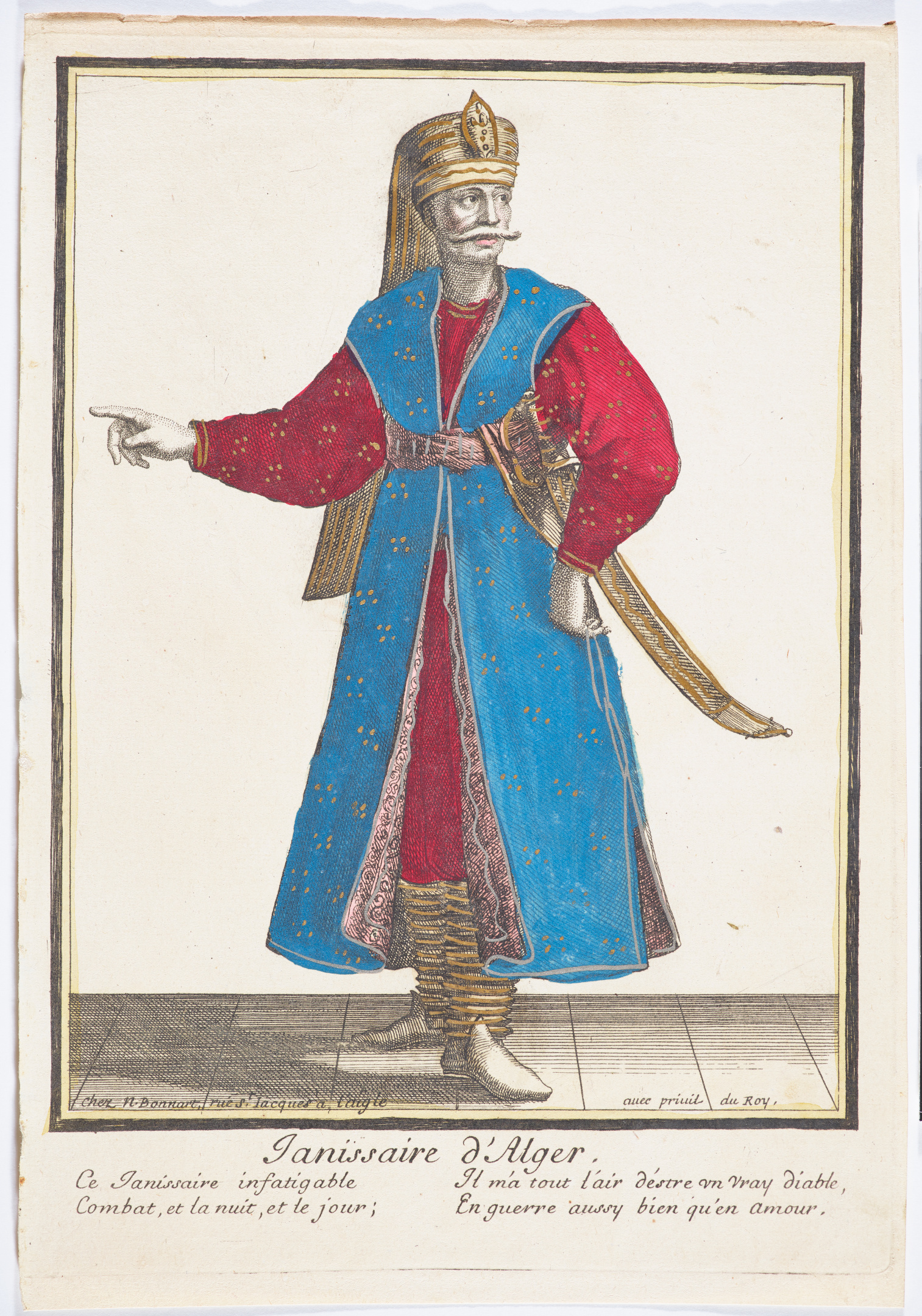
Janissaire d'Alger, av. 1718

Les enfants ne devaient pas être trop jeunes (environ 8 ans), pour pouvoir supporter les longs déplacements, et pas trop âgés, pour qu'ils puissent être replacés dans des familles turques, contraints par leur nouvelle éducation et convertis par force à l'islam. Exception au Devchirmé, il était interdit de recruter un garçon s'il était l'unique fils de sa famille. Entre les XIVe et XVIIe siècles, en Europe, de 300 à 500 000 enfants chrétiens (serbes, grecs, bulgares, albanais, croates et hongrois) auraient été pris dans le système du Devchirmé.
L'« ascenseur social » ottoman était ouvert à ces enfants qui étaient valorisés comme « fils privilégiés du sultan », bien nourris, soumis à un entraînement intensif, mais aussi instruits, et les plus brillants pouvaient occuper à terme des hautes responsabilités au sein de l'appareil d'État. Il s'agissait non seulement de diminuer le nombre de dhimmis en augmentant celui des musulmans, mais aussi de ne pas donner de hautes responsabilités à trop de fils des familles turques rivales de la dynastie ottomane. Outre le Devchirmé proprement-dit, des enfants des familles aristocratiques chrétiennes (boyards, ispans, phanariotes) étaient aussi retirés à leurs familles, en otage, pour être formés à la cour du sultan. Ce fut, entre-autres, le cas de Skanderbeg, héros national albanais, de Dracula de Valachie et de Cantemir de Moldavie. Le sultan tentait ainsi de s'assurer la fidélité de ses vassaux chrétiens, avec, dans ces trois cas et dans bien d'autres, des résultats fort décevants (les trois essayèrent de se dégager de l'emprise ottomane).

## Suites et fin
Il convient de souligner qu'une fois promus au sein de l'appareil d'État, nombreux étaient les enfants ainsi enlevés qui n'oubliaient pas leurs origines, ni leur culture : on peut citer le cas de Konstantin Mihailović qui dans son livre Mémoire d'un janissaire publié en 1565, retrace le sort des enfants enlevés d'origine modeste, janissaires de base, voués à la guerre, aux campagnes de conquête lointaines, jusqu'en Afrique et en Perse, et qui ne revoyaient jamais ni leurs familles, ni leurs pays. Plusieurs d'entre eux marquèrent leur époque : Sokollu Mehmet Pacha fut, par exemple, le grand vizir de trois sultans successifs. D'origine serbe, il rétablit, malgré sa conversion à l'islam, le patriarcat orthodoxe serbe à Peć, au Kosovo, en 1557. 
Sur les vingt-six grands vizirs choisis parmi les janissaires, et dont nous connaissons l'origine, onze étaient albanais, six grecs, d'autres encore circassiens, géorgiens, arméniens, serbes, ou même italiens de Dalmatie, et cinq seulement furent turcs d'origine.
Le Devchirmé, tombé en désuétude au XVIIe siècle, selon Ahmed Cavad Pacha la dernière application du devchirmé aurait eu lieu en 1751. Le devchirmé est officiellement supprimé en 1826 lorsqu'est dissous le corps des janissaires, après une mutinerie contre le sultan Mahmoud II. Des milliers de janissaires auraient alors été massacrés (cf. Vaka-i Hayriye).